# Wyrzut

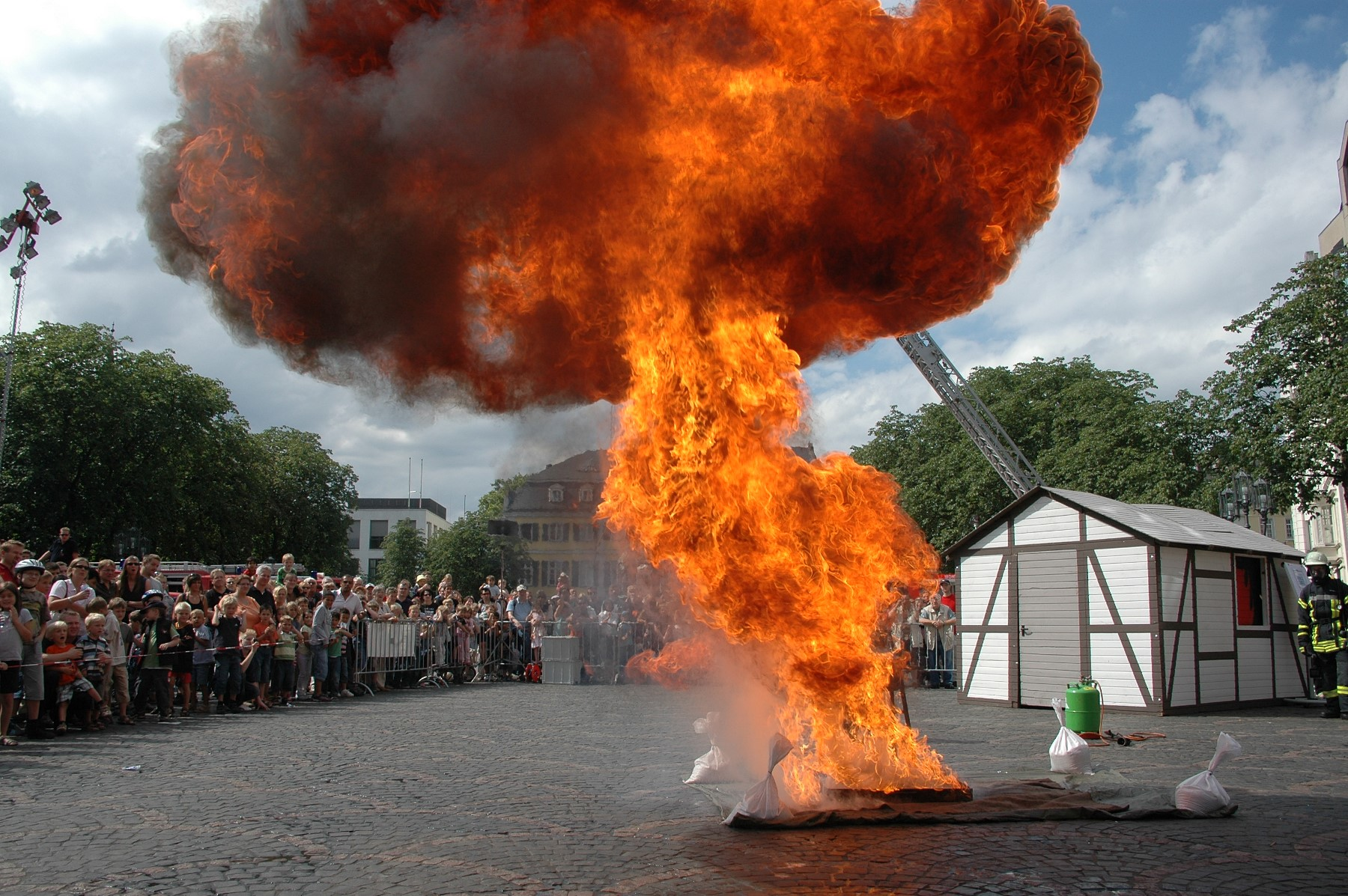
Wyrzut spowodowany dodaniem 0,2 l wody do 1 l płonącego oleju jadalnego

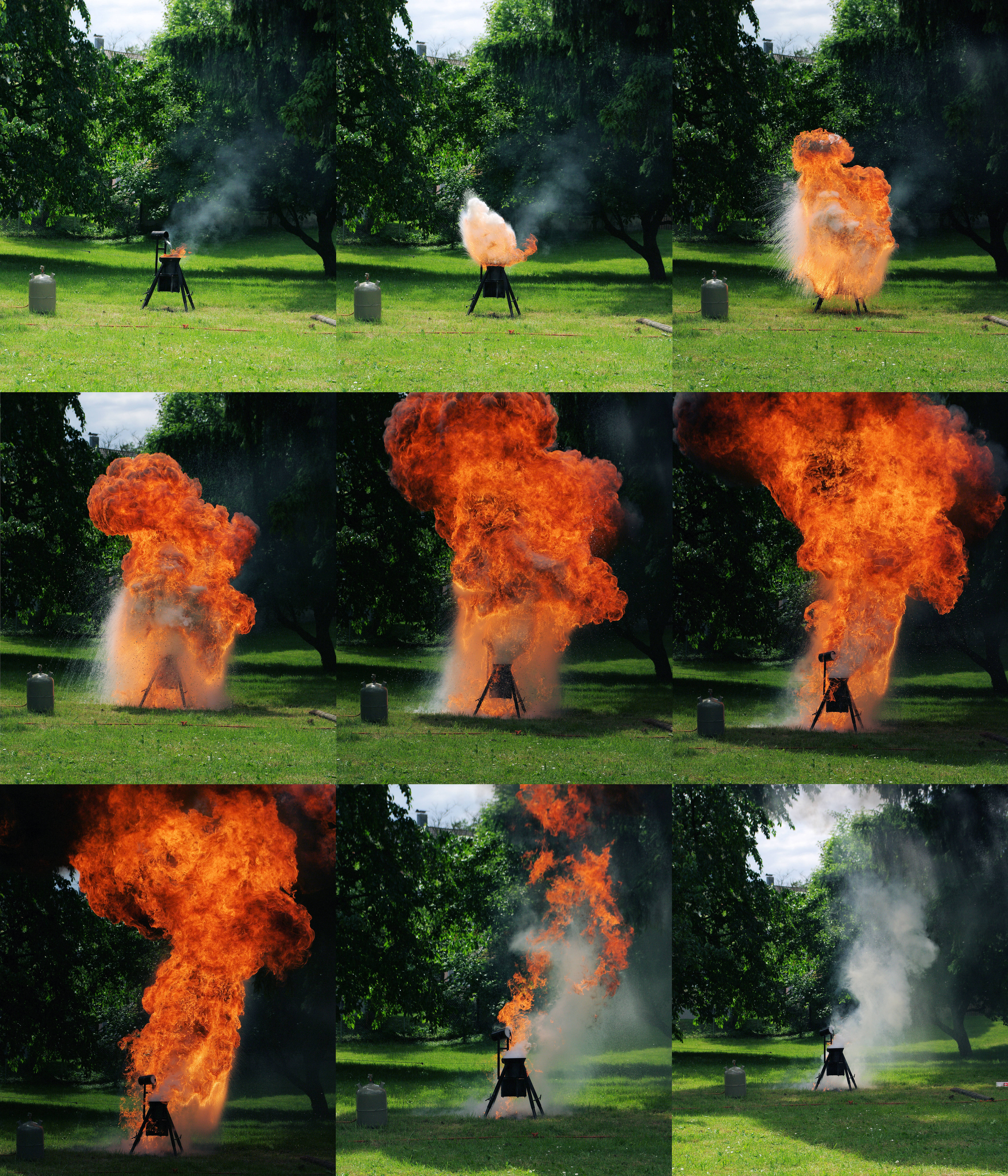
Demonstracja wyrzutu oleju jadalnego (czas trwania sekwencji: 2,4 s)

Wyrzut – gwałtowne rozprzestrzenienie się ognia spowodowane zagotowaniem się wody na dnie zbiornika wysokowrzącej płonącej cieczy o niejednorodnym składzie, zwykle ropy naftowej.

## Mechanizm
Na dnie zbiorników z ropą naftową gromadzi się woda. Podczas pożaru takiego zbiornika, na powierzchni cieczy spaleniu ulegają w pierwszej kolejności lżejsze frakcje, a pozostające składniki wysokowrzące tworzą warstwę rozgrzaną do wysokiej temperatury, powiększającą stopniowo swoją grubość. Do wyrzutu dochodzi, gdy do warstwy wody dotrze ropa o temperaturze 300–350 °C, powodując jej gwałtowne przejście w parę wodną i związany z tym ok. 1700-krotny wzrost objętości. Do wyrzutu dochodzi praktycznie podczas każdego nieugaszonego w porę pożaru zbiornika z ropą naftową. Zjawisko jest szczególnie intensywne przy zbiornikach o powierzchni >50 m². Na kilkadziesiąt sekund przed wystąpieniem wyrzutu obserwuje się zmiany w charakterze pożaru i efekty dźwiękowe towarzyszące wrzeniu; w tym momencie wyrzutowi nie można już zapobiec i konieczna jest natychmiastowa ewakuacja ludzi.

## Wyrzut płonących olejów jadalnych
Wyrzut może wystąpić także przy próbach gaszenia wodą płonącego oleju jadalnego. Zjawisko występuje, gdy do płonącej, silnie rozgrzanej cieczy dostaje się woda, która jako cięższa opada w głąb oleju i przechodzi w stan gazowy; powstała para wodna wydostaje się gwałtownie z mieszaniny porywając ze sobą i rozpraszając w powietrzu płonący olej.